# Choque cardiogênico
O choque cardiogênico (português brasileiro) ou choque cardiogénico (português europeu) é uma emergência médica na qual há insuficiência de irrigação sanguínea (perfusão) porque o coração não consegue bombear sangue com eficiência. Isso reduz o suprimento de oxigênio e nutrientes do resto do organismo e pode ser fatal se não tratado correta e imediatamente. 

## Causas
Tem diversas causas relacionadas com falhas inotrópicas (alterações da força contrátil do músculo cardíaco) ou cronotrópicas (alterações do ritmo cardíaco).
As causas incluem:
- Infarto Agudo do Miocárdio com falência do ventrículo esquerdo
- Insuficiência cardíaca coronariana
- Fibrilação ventricular
- Arritmias
- Tamponamento cardíaco (Pericárdico)
- Valvulopatias
- Estenose aórtica
- Trauma no Miocárdio
- Estágios terminais da Sepse (infecção generalizada)
- Intoxicação, seja medicamentosa ou não.

## Fisiopatologia
A isquemia miocárdica leva a uma deficiência na contratilidade cardíaca, causando um baixo débito, o que resulta em hipotensão e baixa perfusão sistêmica. É muito comum a associação com o IAM, onde já se tem área de necrose e a contratilidade está prejudicada. A hipoperfusão e o débito prejudicados levam a hipóxia e ao aparecimento de várias substâncias endógenas que debilitam ainda mais a função cardíaca, podendo levar a um aumento da área de necrose e aparecimento de arritmias. A função ventricular pode ser ainda mais prejudicada pelo desenvolvimento de mecanismos compensatórios que levam a um maior consumo de oxigênio.
A Pressão Arterial(PA) depende do Débito Cardíaco e da Resistência Periférica (PA=DC x RP). Os casos em que há elevação considerável da Resistência Periférica(RP) como resposta ao Débito Cardíaco(DC) diminuído tem prognóstico ruim. Os casos com discreta elevação ou normalidade da Resistência Periférica com diminuição leve ou moderada do DC tem melhor prognóstico.

## Sinais e sintomas
A maioria dos pacientes com choque cardiogênico está associada a um infarto do miocárdio. As manifestações clínicas do choque cardiogênico incluem:
- Hipotensão arterial (menor que 80mmHg)
- Respiração rápida por falta de ar (mais de 18 por minuto)
- Batimento cardíaco acelerado (mais de 100 por minuto)
- Consciência diminuída
- Pulso fraco
- Suor
- Pele pálida
- Mãos ou pés frios e azulados (cianose)
- Fluxo de urina inferior a 25ml/hora

### Fatores de Risco
Incluem:
- Mais de 60 anos
- Histórico familiar ou pessoal de doenças cardíacas
- Diabetes mellitus
- Insuficiência cardíaca congestiva (ICC)
- Hipertensão
- Angina de peito
- Insuficiência Cardíaca Coronariana (ICO)

## Epidemiologia
Nos EUA a mortalidade varia com a raça:
- Hispânicos: 74%
- Afro-americanos: 65%
- Brancos: 56%
- Asiáticos: 41%

É um pouco mais frequente em homens (58%) do que mulheres (42%) e a idade média é 66 anos.

## Tratamento
Durante a emergência é importante administrar endovenosamente medicamentos que melhoram a contração (inotropismo) e a condução elétrica (dromotropismo) do coração e aumentar a pressão arterial como:
- Dobutamina
- Adrenalina
- Dopamina e Noradrenalina

Corrigir distúrbios eletrolíticos e ácido-base, como hipocaliemia, hiponatremia e acidose como um soro fisiológico adequado, é essencial ao tratamento imediato. Também deve-se incluir uma máscara de oxigênio 100% e medicamentos para dor. Quando uma perturbação do ritmo cardíaco (arritmia) é grave, é necessário fazer "eletrochoque terapia" (desfibrilação) e pode ser necessário implantação de um marcapasso temporário ou permanente.
Outros tratamentos incluem:
- Cateterismo cardíaco com angioplastia coronária com implante de stent;
- Monitoramento com ECG para orientar o tratamento;
- Cirurgia cardíaca (revascularização do miocárdio, substituição da válvula do coração, dispositivo de assistência ventricular esquerda)
- Contrapulsação com balão intra-aórtico;
- Coração artificial ou transplantado.

## Prevenção
Depois de um infarto, o uso cuidadoso de betabloqueadores e inibidores da ECA em cardiopatas é essencial para evitar a hipotensão que causam novos choques cardiogênicos. Uma dieta saudável, baixa em gorduras, LDL e triglicerídeos (encontrada principalmente em carnes gordurosas, ovos e frituras), dieta rica em cálcio e ferro, exercícios físicos regulares, não fumar e não usar drogas cardiodepressoras sem recomendação médica são importantes meios de prevenir problemas cardíacos.